# Гіріей
Гіріе́й (грец. Ύριεύς) — персонаж давньогрецької міфології, син Посейдона та Алкіони. Його ім'я згадується у двох міфах.
За одним із них, він заснував беотійське місто Гірія, в якому правив як цар, і де був відомий своїми незліченними скарбами. За міфом, Трофоній та його брат Агамед побудували скарбницю Гіріея так, що можна було виймати один камінь і викрадати скарби. Щоб зловити злодія, Гіріей зробив пастку, в яку потрапив Агамед. Трофоній, боячись зізнання брата, відрубав йому голову.
За іншим міфом, Гіріей є батьком Оріона. У Гіріея не було дітей, і одного разу Зевс і Гермес, відвідавши його, зустріли привітний прийом. На знак подяки боги виконали найзаповітніше бажання господаря дому — мати сина. Вони наказали Гіріею принести в жертву бика, а шкуру закопати у землю, попередньо помочившись на неї. Через дев'ять місяців народився син, якого Гіріей назвав Оріон, тобто «той, хто мочиться».